# Museo Carlsberg
El Museo Carlsberg, situado junto a la antigua casa de Carl Jacobsen en la zona de Carlsberg en Copenhague, Dinamarca, fue la primera sede de su colección de esculturas, ahora se exponen en la Gliptoteca Ny Carlsberg en el centro de la ciudad. El edificio consta de un total de 20 galerías acumuladas entre 1892 y 1895 mediante una serie de ampliaciones con diseños de Vilhelm Dahlerup y Hack Kampmann. El lugar sirve como sede de conferencias, recepciones y otros eventos.

## Historia

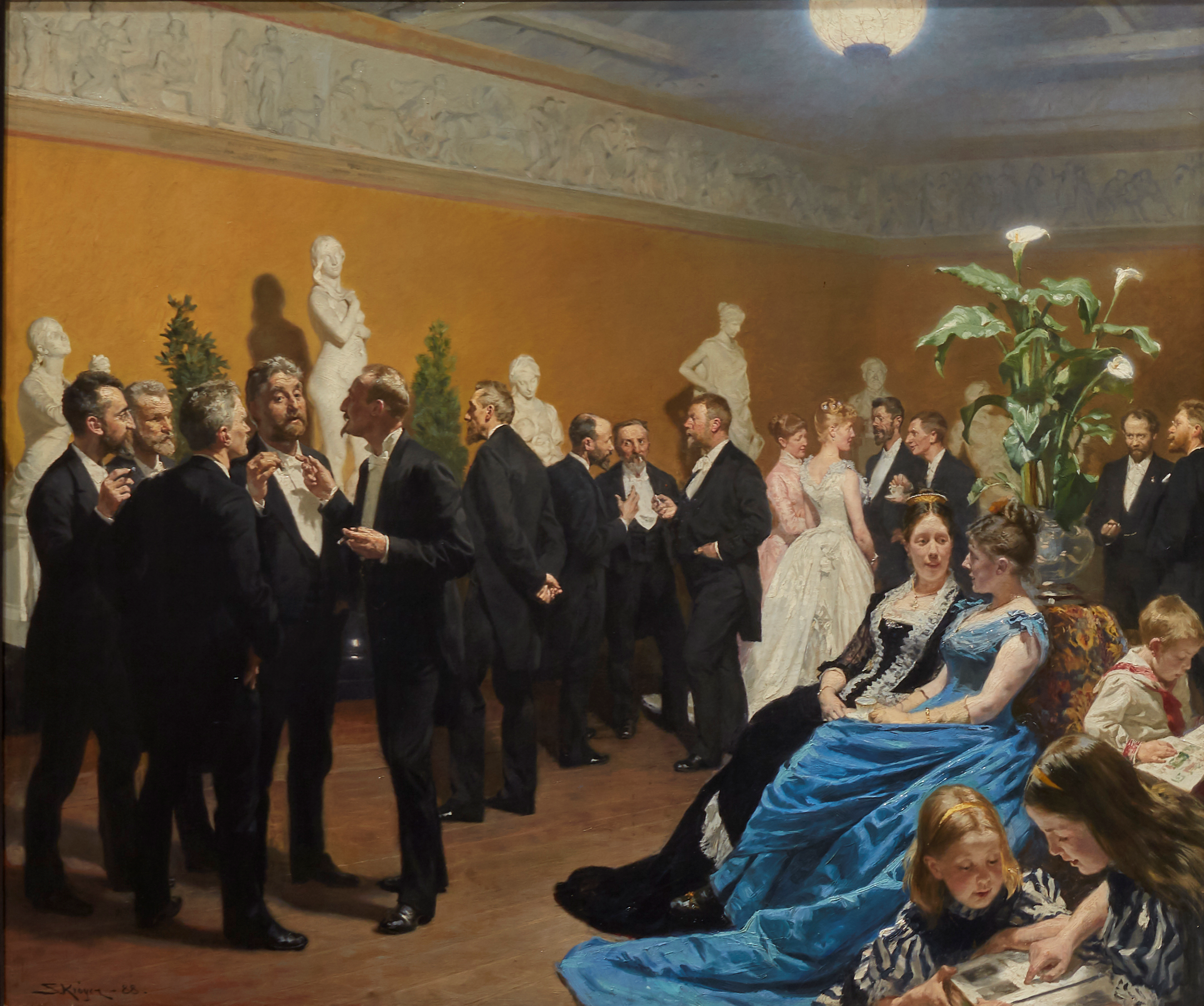
PS Krøyer : Una fiesta en la Gliptoteca en Ny Carlsberg, 1888

Después de adquirir Bakkegården y convertirlo en su casa familiar, Carl Jacobsen lo amplió con un jardín de invierno en 1882. Como apasionado coleccionista de arte, Jacobsen lo utilizó para sus esculturas, que pronto superaron en número a las plantas. En el otoño de 1882 abrió la colección al público.
Las colecciones crecieron rápidamente y en 1885 Dahlerup amplió el museo con cuatro nuevas galerías (Galería 2–5) y al año siguiente con otras nueve (Galería 6–14). Hack Kampmann, que había construido a Jacobsen una nueva casa en 1892, amplió el museo con seis galerías más hasta su tamaño actual en 1896. También adaptó la mayor parte de las antiguas salas, dejando solo galerías de 2–4 sin modificar.

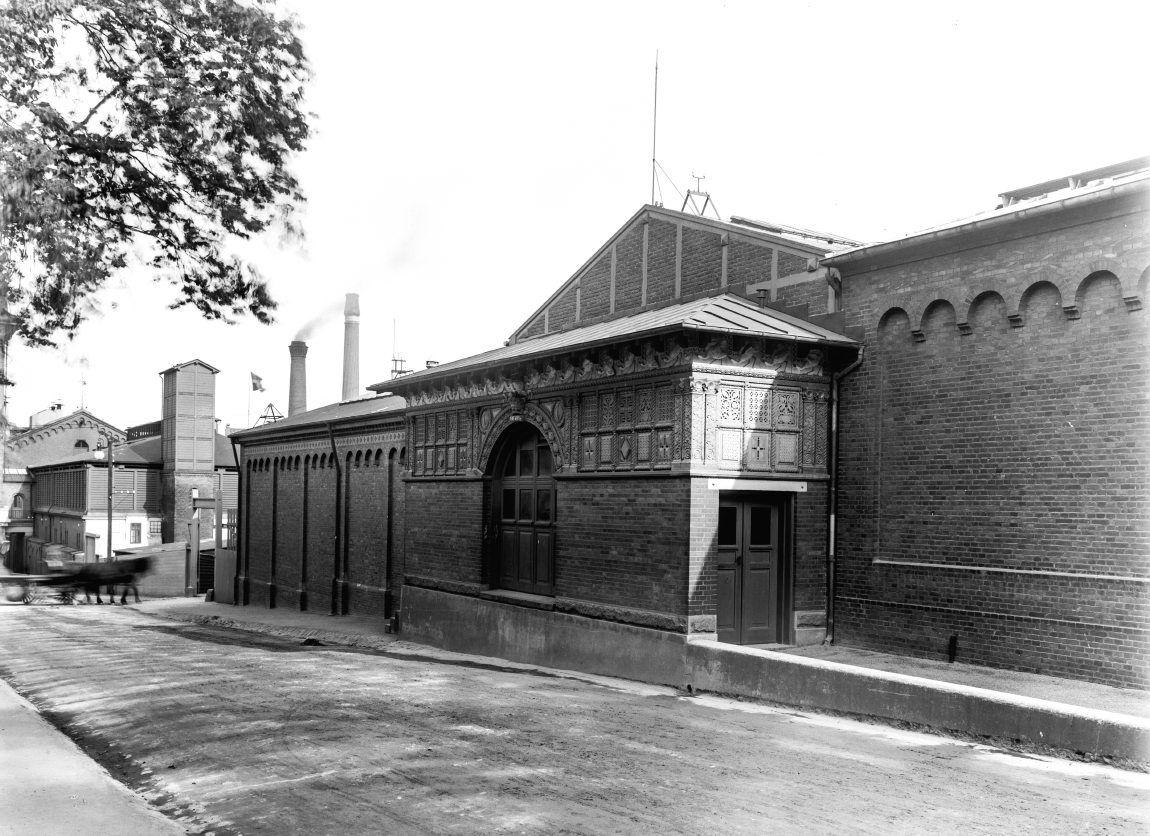
El Museo Carlsberg fotografiado por Frederik Riise

Después de que las colecciones se trasladaron a la Gliptoteca Ny Carlsberg en dos etapas, la colección moderna en 1896 y la colección clásica en 1905, el edificio sirvió de estudio para un artista y de lugar privado para celebraciones en la familia Jacobsen. En 1915, Vagn Jacobsen, hijo de Carl Jacobsen y sucesor como director de Carlsberg, lo convirtió en un museo con exposiciones sobre la historia de la cervecería. Durante muchos años fue la última parada de las visitas guiadas a la fábrica de cerveza, pero en 1999 Carlsberg abrió un nuevo centro de visitantes en otro lugar y el 1 de junio de 2009 el museo cerró definitivamente.

## Arquitectura

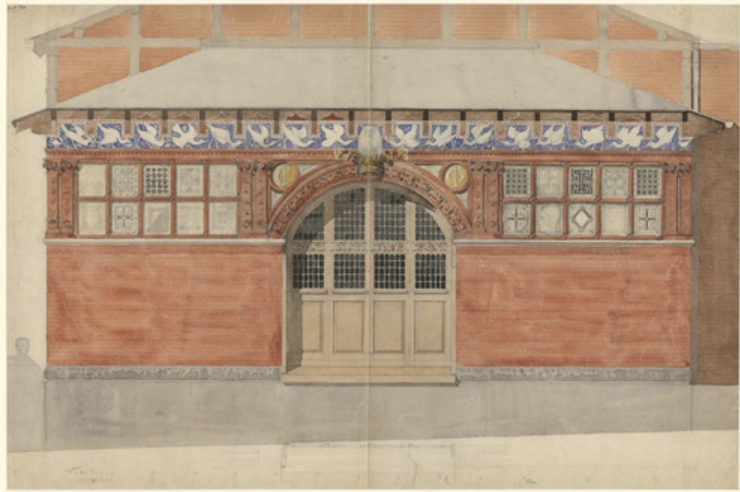
Representación del vestíbulo por Kampmann, 1895.

El edificio está construido en ladrillo rojo. El friso con grúas de la fachada fue creado por el artista Hansen Rejstrup.
De particular interés destaca la Galería de la Emperatriz, que consiste en una rotonda con cuatro columnas jónicas en línea con el ábside. El resto de las galerías presentan variaciones en la ornamentación de suelos, paredes y techos y están iluminadas naturalmente.

## Centro de negocios de Carlsberg
El Museo Carlsberg se alquila como un lugar para celebración de pequeñas conferencias, reuniones, cenas, recepciones y otros eventos similares bajo el nombre de Carlsberg Business Center. Está administrado por Visit Carlsberg.

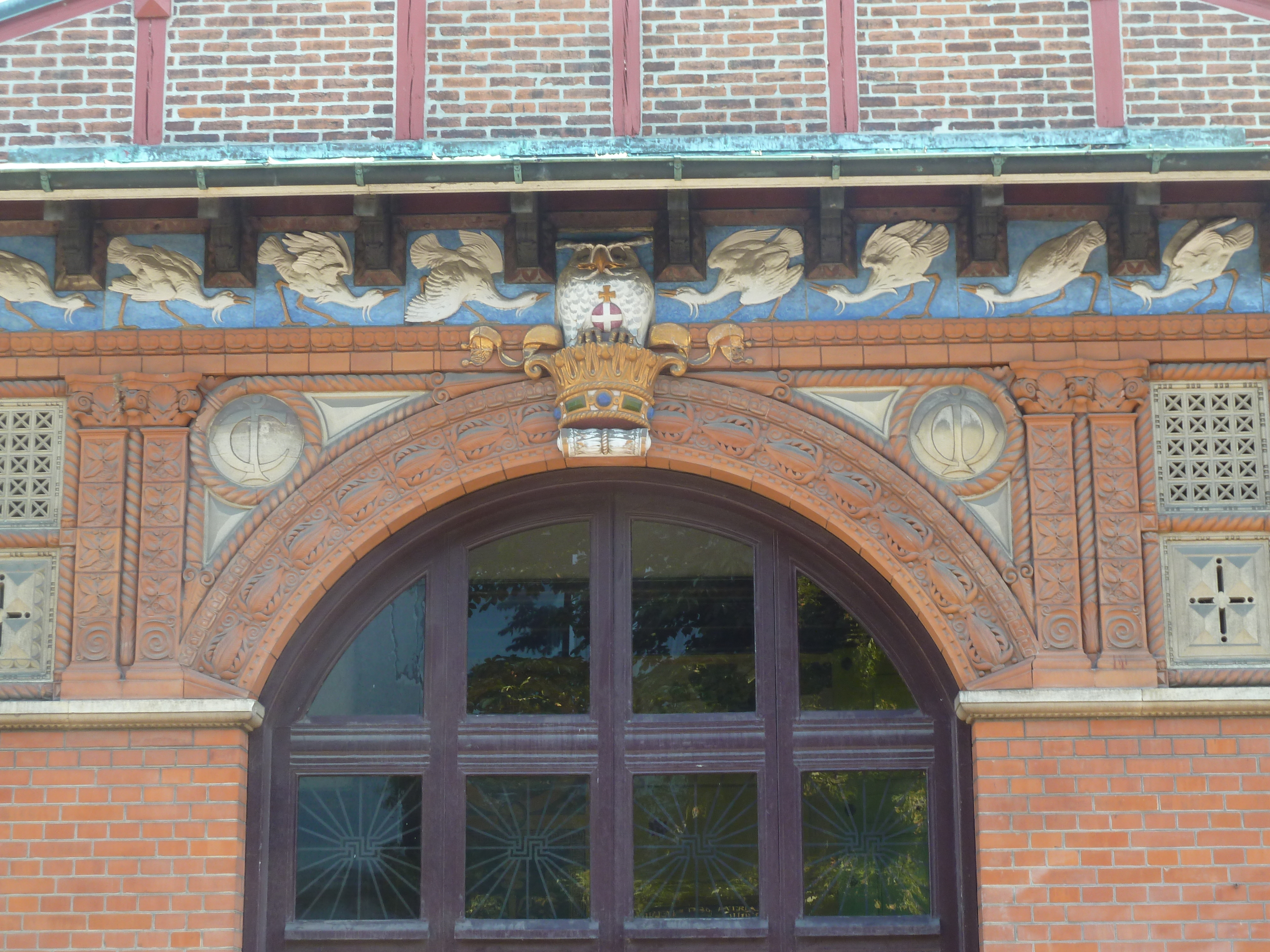
Detalle de la fachada
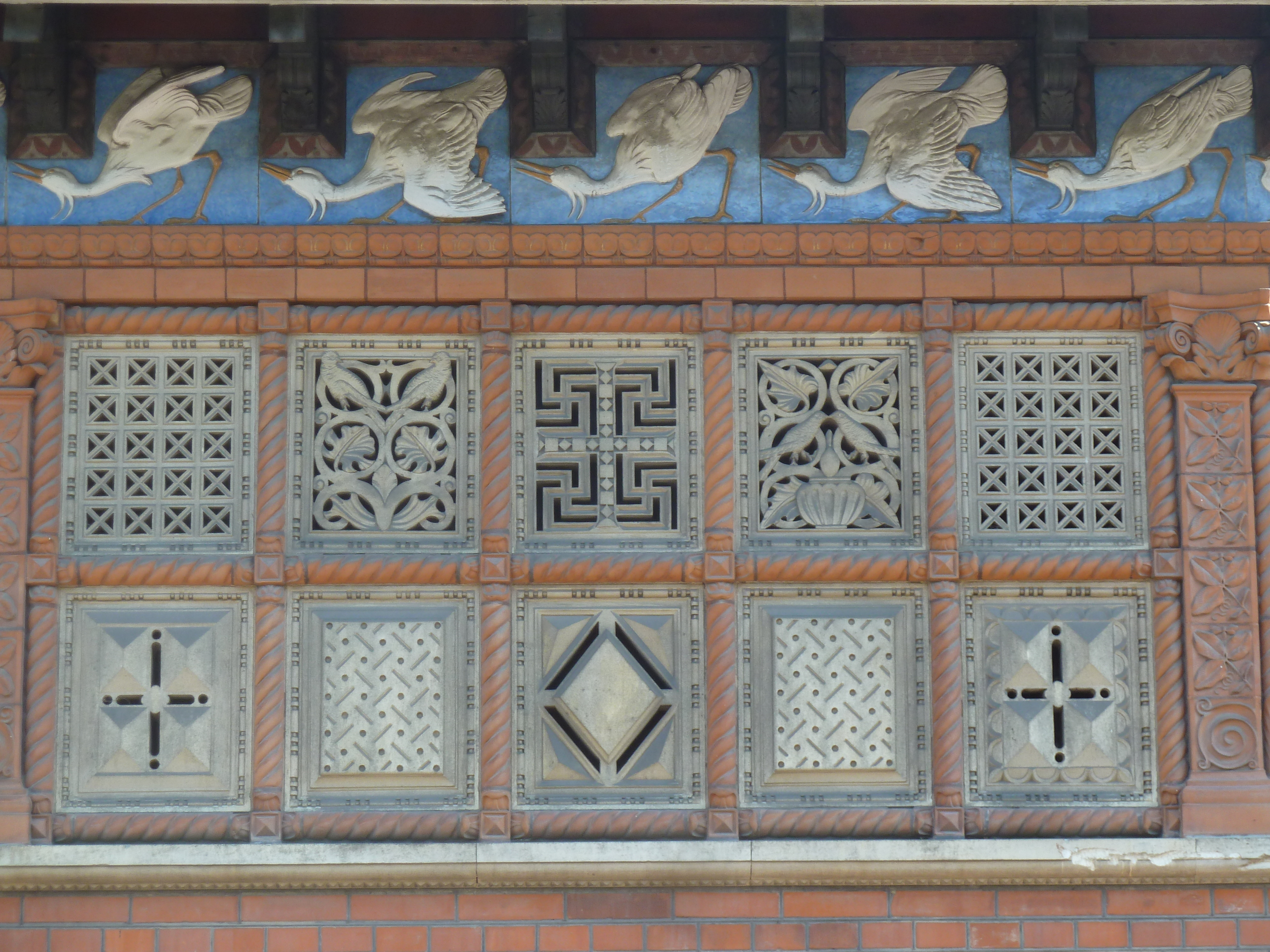
Detalle de la fachada